# Монтироне
Монтироне (итал. Montirone) — коммуна в Италии, в провинции Брешиа области Ломбардия.
Население составляет 4019 человек, плотность населения составляет 402 чел./км². Занимает площадь 10 км². Почтовый индекс — 25010. Телефонный код — 030.
Покровителем коммуны почитается священномученик Лаврентий, празднование 10 августа.